# Lycium cuneatum
Lycium cuneatum ist eine Pflanzenart aus der Gattung der Bocksdorne (Lycium) in der Familie der Nachtschattengewächse (Solanaceae).

## Beschreibung
Lycium cuneatum ist ein aufrecht wachsender Strauch, der eine Wuchshöhe von 1 bis 4 m erreicht. Die Laubblätter können unterschiedliche Formen von Behaarung aufweisen. Sie werden 4 bis 40 mm lang und 3 bis 32 mm breit.
Die Blüten sind zwittrig und vierzählig. Der Kelch ist glockenförmig und behaart. Die Kelchröhre wird 1,5 bis 2,4 mm lang und ist mit 0,5 bis 1 mm langen Kelchzähnen besetzt. Die Krone ist trichterförmig und weiß bis cremegelb gefärbt. Die Kronröhre erreicht eine Länge von 3 bis 5 mm, die Kronlappen sind 1,5 bis 2 mm lang. Die Staubfäden sind auf den unteren 1,5 bis 3 mm der Basis dicht filzig behaart.
Die Frucht ist eine tief violette, gelegentlich auch schwarze, kugelförmige Beere mit einer Länge von 3 bis 4 mm und einer Breite von 3,5 bis 4 mm. Je Fruchtblatt werden drei bis sechs Samen gebildet.
Die Chromosomenzahl beträgt 2n = 24.

## Vorkommen
Die Art ist in Südamerika verbreitet und kommt dort in Argentinien, Bolivien und Paraguay vor.

## Belege
- J.S. Miller und R.A. Levin: Lycium cuneatum. In: Project Lycieae